# Scyliorhinus meadi
Scyliorhinus meadi es una especie de peces de la familia Scyliorhinidae en el orden de los Carcharhiniformes.

## Morfología
• Los machos pueden llegar alcanzar los 49 cm de longitud total.

## Reproducción
Es ovíparo.

## Hábitat
Es un pez de mar que vive entre 300-600 m de profundidad.

## Distribución geográfica
Se encuentra desde Carolina del Norte hasta Florida y entre Cuba y Bahamas.